# Braces Point
Braces Point är en udde i Sydgeorgien och Sydsandwichöarna (Storbritannien). Den ligger i den östra delen av Sydgeorgien och Sydsandwichöarna.
Terrängen inåt land är platt åt nordost, men åt sydväst är den kuperad.  Det finns inga samhällen i närheten. 